# Raḩmānlū
Raḩmānlū (persiska: رحمانلو, رَحمانلو) är en ort i Iran.   Den ligger i provinsen Östazarbaijan, i den nordvästra delen av landet, 500 km väster om huvudstaden Teheran. Raḩmānlū ligger 1 282 meter över havet och antalet invånare är 363. Den ligger vid sjön Lake Urmia.
Terrängen runt Raḩmānlū är platt åt sydväst, men åt nordost är den kuperad. Runt Raḩmānlū är det ganska tätbefolkat, med 155 invånare per kvadratkilometer. Närmaste större samhälle är ‘Ajab Shīr, 8,7 km sydost om Raḩmānlū. Trakten runt Raḩmānlū består i huvudsak av gräsmarker.